# Röpülj, páva, röpülj
A Röpülj, páva, röpülj kezdetű magyar népdalt Seemayer Vilmos gyűjtötte 1935-ben az akkor Somogy vármegyei, ma Zala vármegyéhez tartozó Surdon. A felvételt Bartók Béla jegyezte le.
Kvintváltó régi stílusú népdal.  Az ún. pávadalok csoportjába tartozik; ezek a dalok a vármegyeházán sokszor igazságtalanul elítélt betyárok és jobbágyok szenvedéseiről szólnak.
Feldolgozások:
| Szerző          | Mire                       | Mű                                                 | Előadás |
| --------------- | -------------------------- | -------------------------------------------------- | ------- |
| Kodály Zoltán   | bicínium                   | Bicinia Hungarica, II. füzet, 72. dal              |         |
| Kodály Zoltán   | férfikar                   | Fölszállott a páva                                 | [ 1 ]   |
| Kodály Zoltán   | vegyeskar                  | Fölszállott a páva                                 | [ 2 ]   |
| Kodály Zoltán   | zenekar                    | Fölszállott a páva. Változatok egy magyar népdalra | [ 3 ]   |
| Járdányi Pál    | zongora                    | Röpülj páva                                        | [ 4 ]   |
| Máriássy István | zongora vagy ének és gitár | Elindultam szép hazámból, 12. kotta                |         |

## Kotta és dallam
| Röpülj, páva, röpülj, vármegyeházára, a szegény raboknak szabadulására. | Leszállott a páva vármegyeházára, de nem ám a rabok szabadulására. |

## Felvételek
- Röpülj, páva, röpülj. Csóka Anita  YouTube (2015. március 19.)  (Hozzáférés: 2016. április 5.) (audió)
- Röpülj páva röpülj. Ortan Vivienne  YouTube (2011. március 11.)  (Hozzáférés: 2016. április 5.) (videó)